# Рока, Карлос
Карлос Рока Портолес (исп. Carlos Roca Portolés, кат. Carles Roca i Portolés, 29 апреля 1958, Барселона, Испания — 11 июня 2003, там же) — испанский хоккеист (хоккей на траве), полевой игрок. Серебряный призёр летних Олимпийских игр 1980 года.

## Биография
Карлос Рока родился 29 апреля 1958 года в Барселоне.
Начинал играть в хоккей на траве за «Таррасу», затем перешёл в «Поло» из Барселоны. В его составе шесть раз выигрывал чемпионат Каталонии (1977—1979, 1981, 1983—1984), семь раз — Кубок Короля (1976, 1979—1983, 1989), пять раз — чемпионат Испании (1977—1978, 1980—1982).
В 1976 году вошёл в состав сборной Испании по хоккею на траве на летних Олимпийских играх в Монреале, занявшей 6-е место. Играл в поле, провёл 6 матчей, мячей не забивал.
В 1980 году вошёл в состав сборной Испании по хоккею на траве на летних Олимпийских играх в Москве и завоевал серебряную медаль. Играл в поле, провёл 4 матча, забил 2 мяча (по одному в ворота сборных Польши и Кубы).
В 1984 году вошёл в состав сборной Испании по хоккею на траве на летних Олимпийских играх в Москве, занявшей 8-е место. Играл в поле, провёл 7 матчей, забил 5 мячей (три в ворота сборной США, по одному — ФРГ и Австралии).
Умер 10 июня 2003 года в Барселоне.